# Danthonidium gammiei
Danthonidium es un género monotípico de plantas herbáceas de la familia de las poáceas. Su única especie: Danthonidium gammieiei (Bhide) C.E.Hubb., es originaria de India en Bombay.

## Sinonimia
- Danthonia gammiei Bhide[2]